# ASK Lovosice
ASK Lovosice je fotbalový klub z Lovosic, účastník přeboru Ústeckého kraje. Byl založen v roce 1927.

## Historie
První klub, který v Lovosicích vznikl, se datuje k roku 1905, kdy byl založen německý Lobositzer Fussballklub 05 (LFK). Jeho český soupeř S. K. Čechie Lovosice pak byl založen v roce 1927 a je pokládán za předchůdce dnešního fotbalového oddílu. V roce 1945 byl přejmenován na SK České hedvábí Lovosice, čtyři roky nato na Jiskra České hedvábí Lovosice. Od roku 1958 působil klub pod názvem TJ Secheza Lovosice, později FK VTJ Secheza Lovosice a FK Lovochemie Lovosice a nakonec od roku 2013 ASK Lovosice. Klub se po celou dobu pohyboval na úrovni krajských soutěží, historický úspěch pak přišel v roce 2013, kdy poprvé postoupil až do divize.

## Známí odchovanci
Mezi známá jména, které vychoval zdejší klub patří: František Minka, Jiří Hendrych, Tomáš Janda, Roman Týce.

## Historické názvy
- 1927 – SK Čechie Lovosice (Sportovní klub Čechie Lovosice)
- 1945 – SK Čechie hedvábí Lovosice (Sportovní klub Čechie hedvábí Lovosice)
- 1949 – DSO Jiskra Lovosice (Dobrovolná sportovní organizace Jiskra Lovosice)
- 1958 – TJ SECHEZA Lovosice (Tělovýchovná jednota Severočeské chemické závody Lovosice)
- 1993 – FK Secheza VTJ Lovosice (Fotbalový klub Severočeské chemické závody vojenská tělovýchovná jednota Lovosice)
- 1998 – FK Lovochemie Lovosice (Fotbalový klub Lovochemie Lovosice)
- 2013 – ASK Lovosice (Asociace sportovních klubů Lovosice, fotbalový oddíl)

## Soupiska 2022/2023
| Jméno            | Pozice   | G  | A  | CEL |
| ---------------- | -------- | -- | -- | --- |
| Marek Šafránek   | Brankář  | 0  | 0  | 0   |
| Marek Šafránek   | Brankář  | 0  | 1  | 1   |
| Jan Zdvořák      | Brankář  | 0  | 0  | 0   |
| Tomáš Záruba     | obránce  | 0  | 0  | 0   |
| Martin Suchý     | obránce  | 0  | 1  | 1   |
| Martin Husar     | obránce  | 0  | 0  | 0   |
| Marek Mitáček    | útočník  | 17 | 6  | 23  |
| Marek Kočina     | obránce  | 3  | 1  | 4   |
| Aleš Klug        | obránce  | 3  | 0  | 3   |
| Jan Vochomůrka   | obránce  | 6  | 0  | 6   |
| Jiří Kovařík     | obránce  | 0  | 0  | 0   |
| Jiří Hušek       | záložník | 1  | 7  | 8   |
| Vít Krpeš        | záložník | 0  | 0  | 0   |
| Bohuslav Baborák | záložník | 1  | 11 | 12  |
| Marek Zdvořák    | záložník | 0  | 4  | 4   |
| Lukáš Klement    | záložník | 2  | 1  | 3   |
| Jiří Filkevič    | záložník | 9  | 4  | 13  |
| Lukáš Margetín   | záložník | 0  | 0  | 0   |
| Roberto Espinosa | útočník  | 17 | 3  | 20  |
| Antonín Marčaník | útočník  | 31 | 6  | 37  |
| Josef Zuch       | útočník  | 11 | 2  | 13  |